# Monascus argentinensis
Monascus argentinensis är en svampart som beskrevs av Stchigel & Guarro 2004. Monascus argentinensis ingår i släktet Monascus och familjen Monascaceae.   Inga underarter finns listade i Catalogue of Life.